# Universitatea Yarmouk
Universitatea Yarmouk (în limba arabă جامعة اليرموك, abreviat și YU) este o universitate publică în Irbid, în nordul  Iordaniei. A fost înființată prin decret regal în anul 1976.

## Fotogalerie

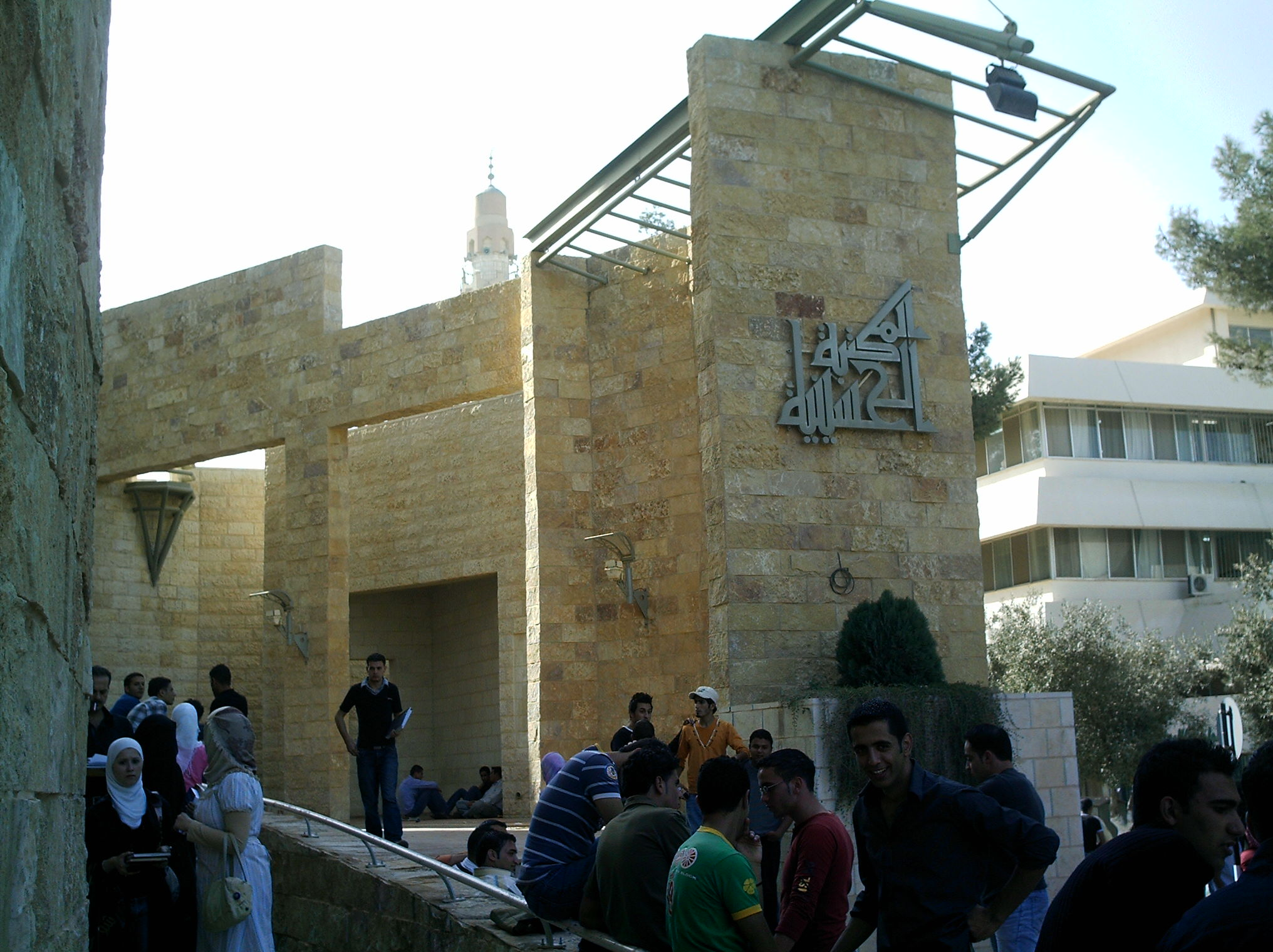
Biblioteca universității.
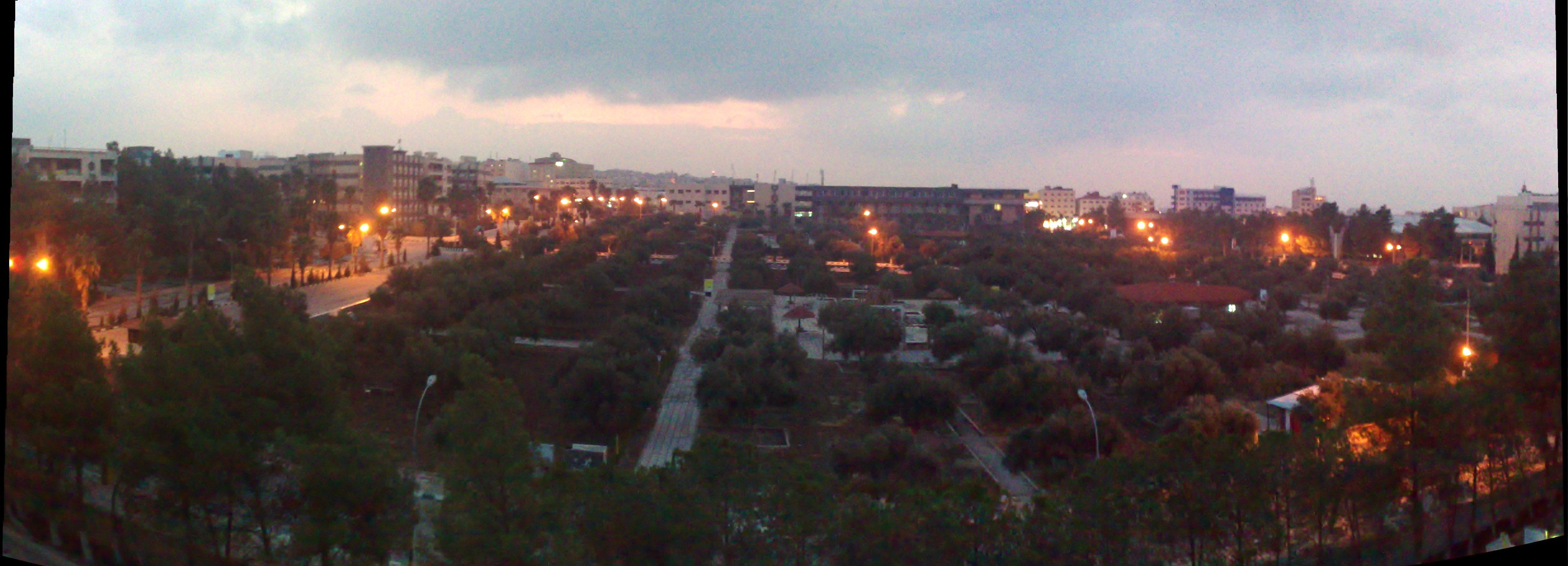
Panorama campusului.
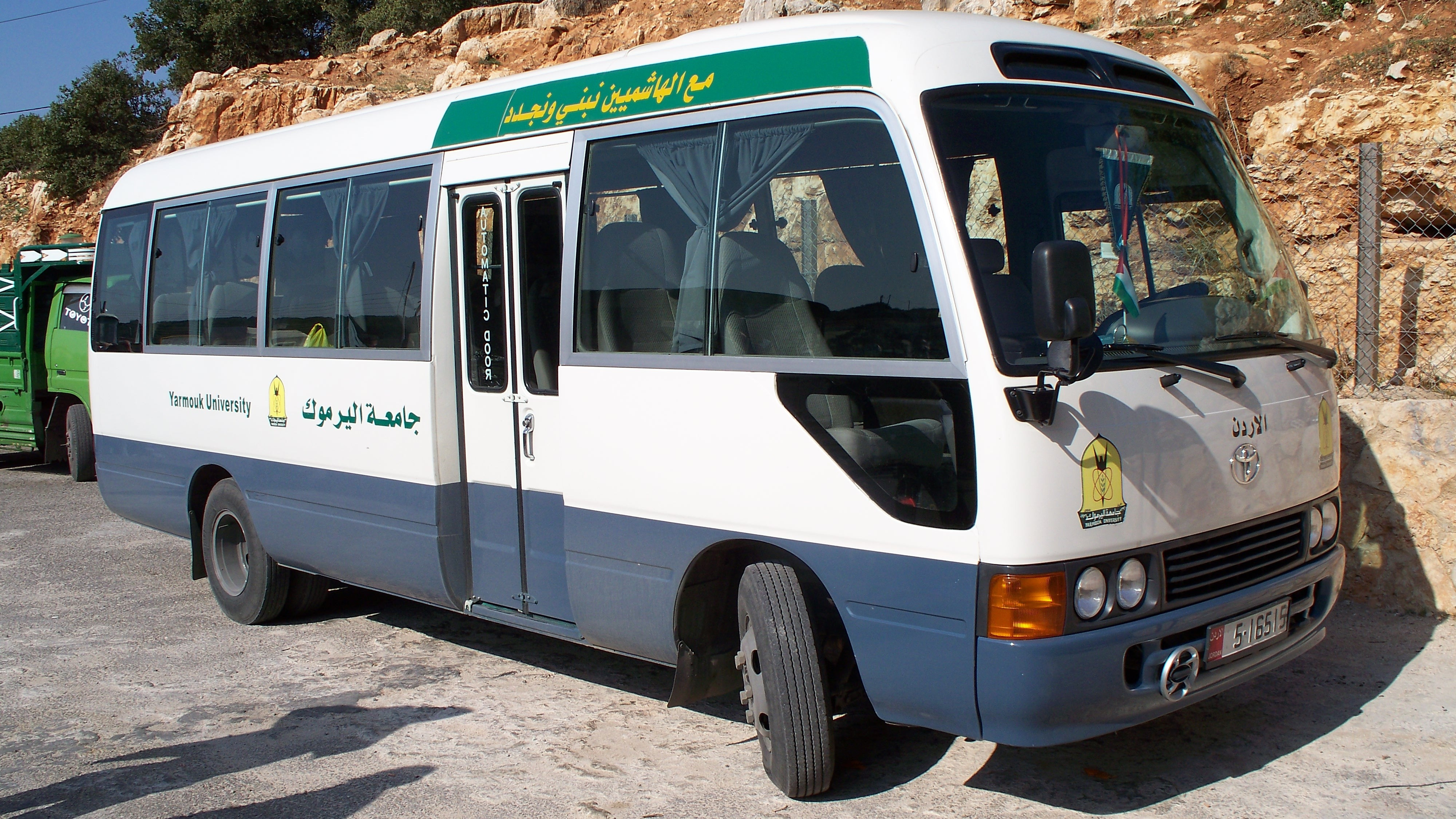
Autobuz al Universității Yarmouk.
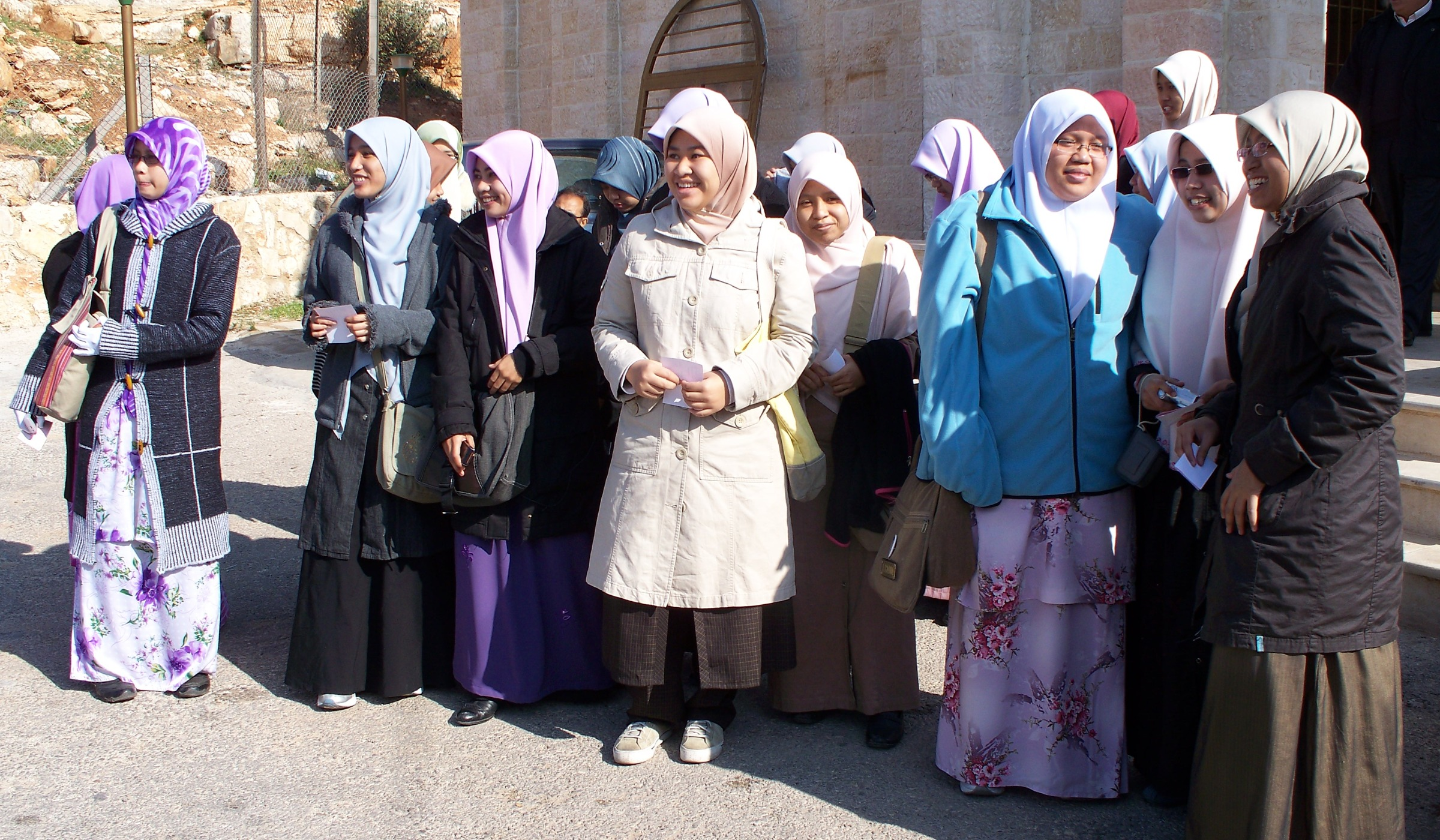
Studenți din Indonezia în schimb de experiență la Universitatea Yarmouk